# Lucanus nobilis
Espèce
Lucanus nobilis est une espèce d'insectes coléoptères de la famille des Lucanidae.

## Répartition
Lucanus nobilis se rencontre dans le Nord du Vietnam (Tonkin).

## Description
C'est un grand lucane brun foncé à noir entre 37 mm pour les femelles les plus petites et 68 mm pour les mâles les plus grands. Ces derniers possèdent des mandibules développées et un pronotum rectangulaire.

## Classification
Le nom valide complet (avec auteur) de ce taxon est Lucanus nobilis Didier (d), 1925,.

### Publication originale
- Robert Didier, « Descriptions sommaires de Lucanides nouveaux de la faune indo-chinoise », Bulletin de la Société entomologique de France, Paris, SEF, vol. 30, no 14,‎ 1925, p. 218-223 (ISSN 0037-928X et 2540-2641, OCLC 1765811, DOI 10.3406/BSEF.1925.27538).